# ۸۰۶ (قمری)
۸۰۶ (قمری)، هشتصد و ششمین سال در گاهشماری هجری قمری است. اول محرم این سال برابر با سی‌ام ژوئیه سال ۱۴۰۳ میلادی است.

## وابسته
- عبیدالله احرار